# Baias
Baias (em latim: Baiae; em italiano: Baia; em napolitano: Baia) foi uma antiga cidade romana situada na costa noroeste do Golfo de Nápoles e atualmente na comuna de Bacoli. Foi um resorte da moda durante séculos na antiguidade, particularmente no final da República Romana, quando foi considerada superior a Capri, Pompeia, e Herculano pelos romanos ricos, que construíram vilas aqui a partir de 100 a.C. Autores antigos atestam que muitos imperadores construíram suas construções em Baias, quase em competição com seus antecessores, e eles e suas cortes frequentemente se hospedavam lá. A cidade era notória por suas ofertas hedonistas e pelos rumores de corrupção e escândalos que a acompanhavam.
A parte baixa da cidade posteriormente submergiu no mar devido à atividade vulcânica bradissísmica local, que elevou ou rebaixou o terreno. Arqueologia subaquática recente revelou muitos dos belos edifícios agora protegidos no parque arqueológico submerso.
Muitos edifícios impressionantes da cidade alta podem ser vistos no Parco Archeologico delle Terme di Baia.
As vistas e a arquitetura de Baias eram tão memoráveis que inspiraram cenas a serem retratadas em antigos frascos de vidro feitos para visitantes (provavelmente em Puteoli no final do século III ao início do século IV d.C.), muitos dos quais foram encontrados espalhados por todo o império e hoje mantidos em muitos museus, principalmente em Populônia, Ampúrias e Varsóvia. O de Varsóvia em particular parece dar um quadro completo do que está gradualmente se tornando claro hoje como resultado da pesquisa na área arqueológica submersa.

## Nome
Diz-se que Baias recebeu esse nome em homenagem a Baius (em grego clássico: Βαῖος, Baîos), o timoneiro do navio de Odisseu na Odisseia de Homero, que supostamente foi enterrado nas proximidades. Baias é chamada por Sílio Itálico de sedes Ithacesia Baii porque foi fundada por Baius. O adjacente "Golfo de Baias" (em latim: Sinus Baianus) recebeu o nome da cidade. Atualmente, forma a parte ocidental do Golfo de Pozzuoli.
O assentamento também foi mencionado em 178 a.C. sob o nome Aquae Cumanae ("Águas de Cumas").

## História

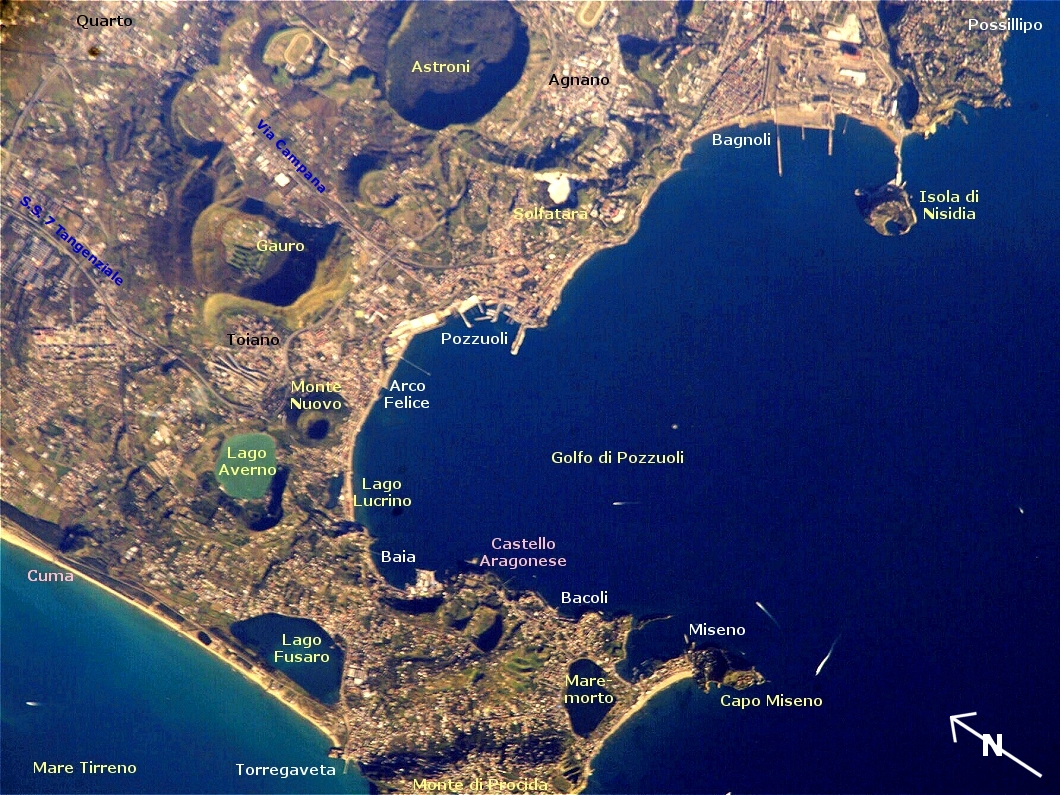
Vista de satélite da área

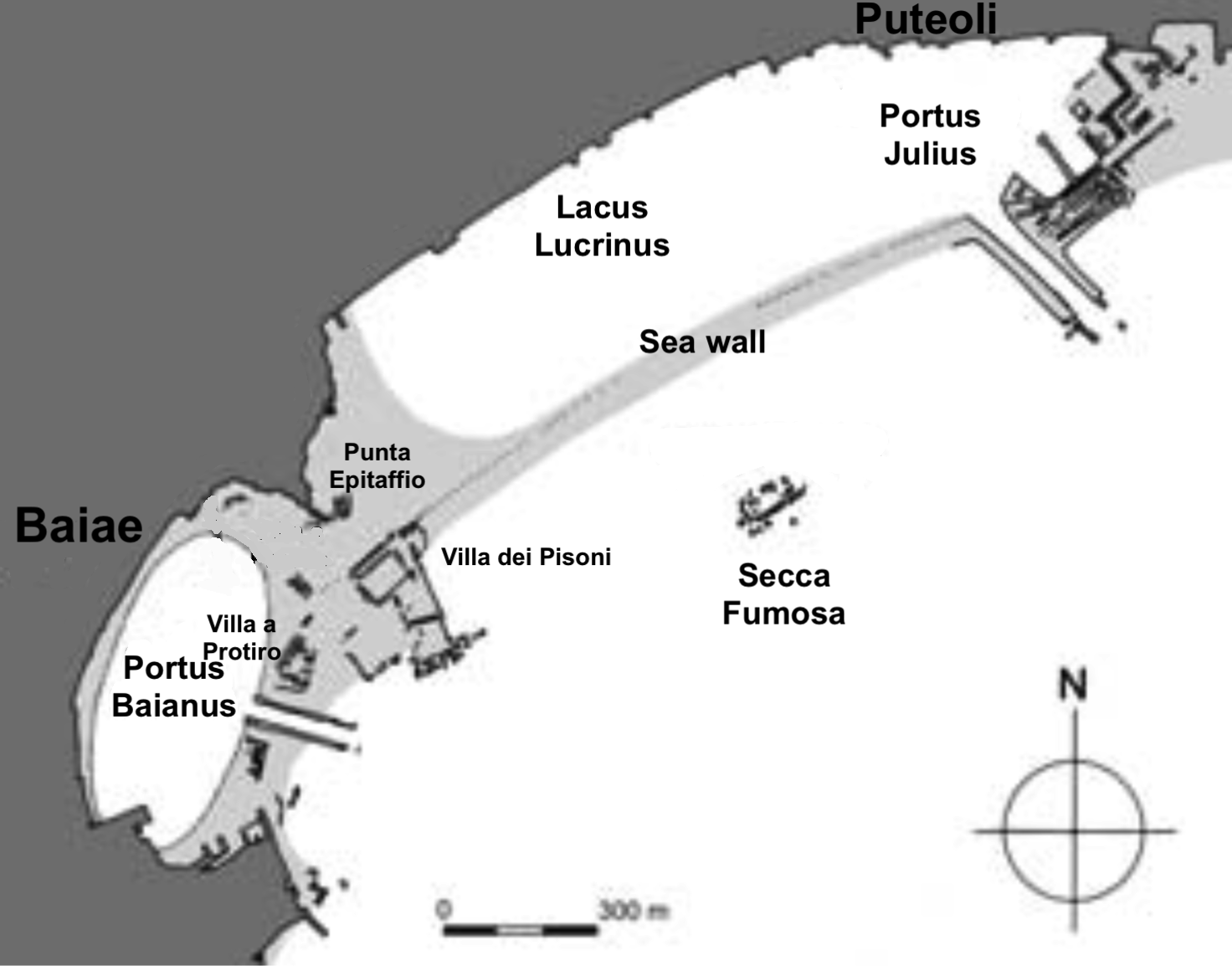
Planta de Porto Baias e terra submersa (cinza)

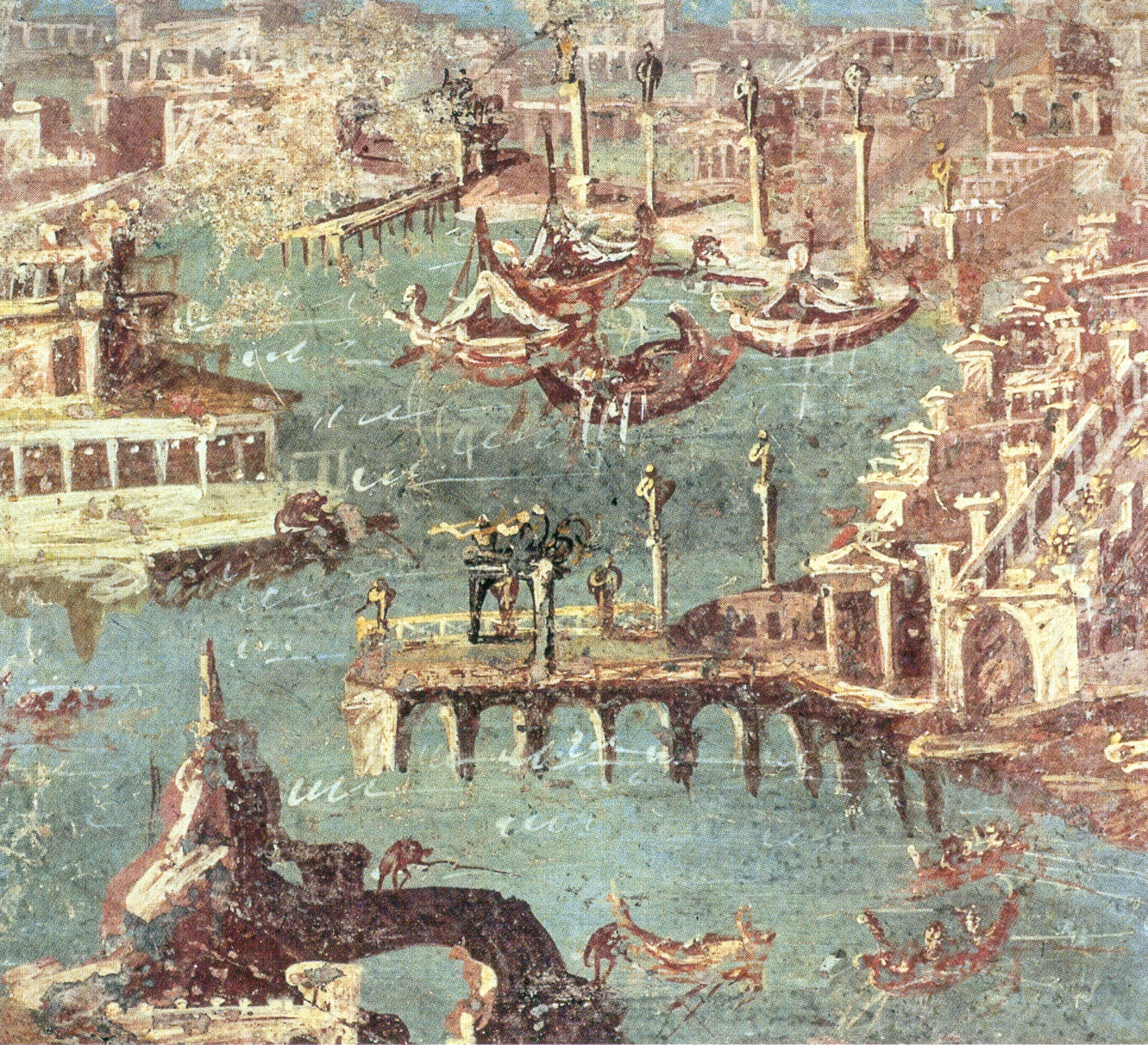
Pintura mural de Estábias, do porto de Estábias ou Puteoli, século I

Baias foi construída na Península de Cumas, nos Campos Flégreos, uma área vulcânica ativa, na encosta de uma antiga cratera que descia em direção à costa. Talvez tenha sido originalmente desenvolvida como porto para Cumas, o Porto Baias. Também se beneficiou de fontes termais para estabelecimentos balneares.
Por volta de 80 a.C., tornou-se um resort da moda para a aristocracia romana. Mário, Lúculo, e Pompeu o frequentavam. Júlio César tinha uma vila lá, e grande parte da cidade tornou-se propriedade imperial sob Augusto.
A partir de 36 a.C., Baias incluiu Porto Júlio, a base da frota ocidental da Marinha Romana antes de ser abandonada devido ao assoreamento do Lago Lucrino (de onde um pequeno canal levava ao Lago Averno) para os dois portos no Cabo Miseno, 4 milhas (6,4 km) ao sul.
Baias já era famosa pelo estilo de vida hedonista de seus moradores e hóspedes na era republicana. Em 56 a.C., a proeminente socialite Clódia foi condenada pela defesa no julgamento de Marco Célio Rufo por viver como prostituta em Roma e no "povoado balneário de Baias", entregando-se a festas na praia e longas bebedeiras. Uma elegia de Sexto Propércio, escrita na Era Augusta, descreve o local como um "covil de licenciosidade e vício". No século I, "Baias e Vício" formavam uma das epístolas morais escritas por Sêneca, o Jovem; ele a descreveu como um "vórtice de luxo" e um "porto de vício" onde meninas iam brincar de ser meninas, mulheres idosas de meninas e alguns homens de meninas, de acordo com um brincalhão do século I a.C.
Nero mandou construir uma vila notável em meados do século I e Adriano morreu em sua vila em 138 d.C. Era também um local favorito do imperador Septímio Severo. Os resorts às vezes capitalizavam suas associações imperiais: Suetônio menciona em sua história que o manto, o broche e a bula de ouro dados ao jovem Tibério pela filha de Pompeu, Pompeia Magna, ainda estavam em exibição por volta de 120 d.C.
Segundo Suetônio, em 39 d.C., Baias foi o cenário de uma façanha do excêntrico imperador Calígula para responder à previsão do astrólogo Trasilo de que ele "não teria mais chances de se tornar imperador do que de atravessar a cavalo o Golfo de Baias". Calígula ordenou a construção de uma ponte flutuante de 3 milhas de extensão com navios apreendidos na região, presos uns aos outros e reforçados com areia, estendendo-se de Baias até o porto vizinho de Putéoli. Vestido com uma capa dourada, ele então a atravessou a cavalo. A História Romana de Dião Cássio também inclui o evento, com o detalhe de que o imperador ordenou que locais de descanso e alojamentos com água potável fossem erguidos em intervalos ao longo da ponte. Ainda no século XVIII, fragmentos dispersos ainda eram mostrados aos turistas como a "Ponte de Calígula". Malloch argumentou que o relato de Suetônio provavelmente foi influenciado por seu preconceito contra Calígula; em vez disso, ele afirma que "o ato de construir uma ponte sobre a Baía de Nápoles foi um meio excelente e seguro para lançar as bases para a glória militar [de Calígula]".
Nunca atingiu o status de município, sendo administrado integralmente pela vizinha Cumas.
No final do século IV, o cônsul fabulosamente rico Símaco, que possuía várias vilas na Baía de Nápoles, incluindo uma chamada praetorium em Baias, escreveu sobre a calma oferecida por sua vila em Bauli (provavelmente Bacoli).
No início do século VI, o rei ostragodo Atalarico admirava a beleza da área por sua baía, a qualidade de suas ostras e banhos de águas naturais com poderes restauradores da saúde.
O rebaixamento do solo próximo à costa abaixo do nível do mar, devido ao bradissismo, parece ter ocorrido em duas fases: entre os séculos III e V, ainda no final do período imperial, seguido por uma submersão mais substancial um século depois. A parte baixa de Baias foi em grande parte submersa pelo mar por volta do século VIII.
Baias foi saqueada durante as invasões bárbaras e novamente por invasores muçulmanos no século VIII. Estava deserta devido à malária recorrente por volta de 1500, mas Pedro de Toledo ergueu um castelo, o Castello di Baia, no século XVI.

## O lago de Baias
A baía de Baias constitui os restos de uma antiga cratera parcialmente submersa e invadida pelo mar. Na época romana, era uma lagoa costeira completa, o Baianus lacus, e edifícios romanos estavam localizados em uma extensão arenosa entre o mar e a margem leste do Baianus lacus, agora submerso, e ocupavam a encosta interna da cratera.
O canal entre a lagoa e o mar, feito através do corte do istmo arenoso que os separava, tem 32 m de largura e é delimitado por dois pilares com cerca de 230 m de comprimento e 9 m de largura. Os pilares eram feitos de concreto com lascas de tufo dispostas em camadas. O conglomerado de concreto foi lançado em caixotões de madeira (arcas), o que é evidenciado pela presença dos típicos buracos deixados pelas estacas de construção. Em alguns casos, os postes e o revestimento das fôrmas ainda estão perfeitamente preservados. O píer norte está parcialmente preservado em um comprimento de 63 m, começando pelo leste.

## Arqueologia

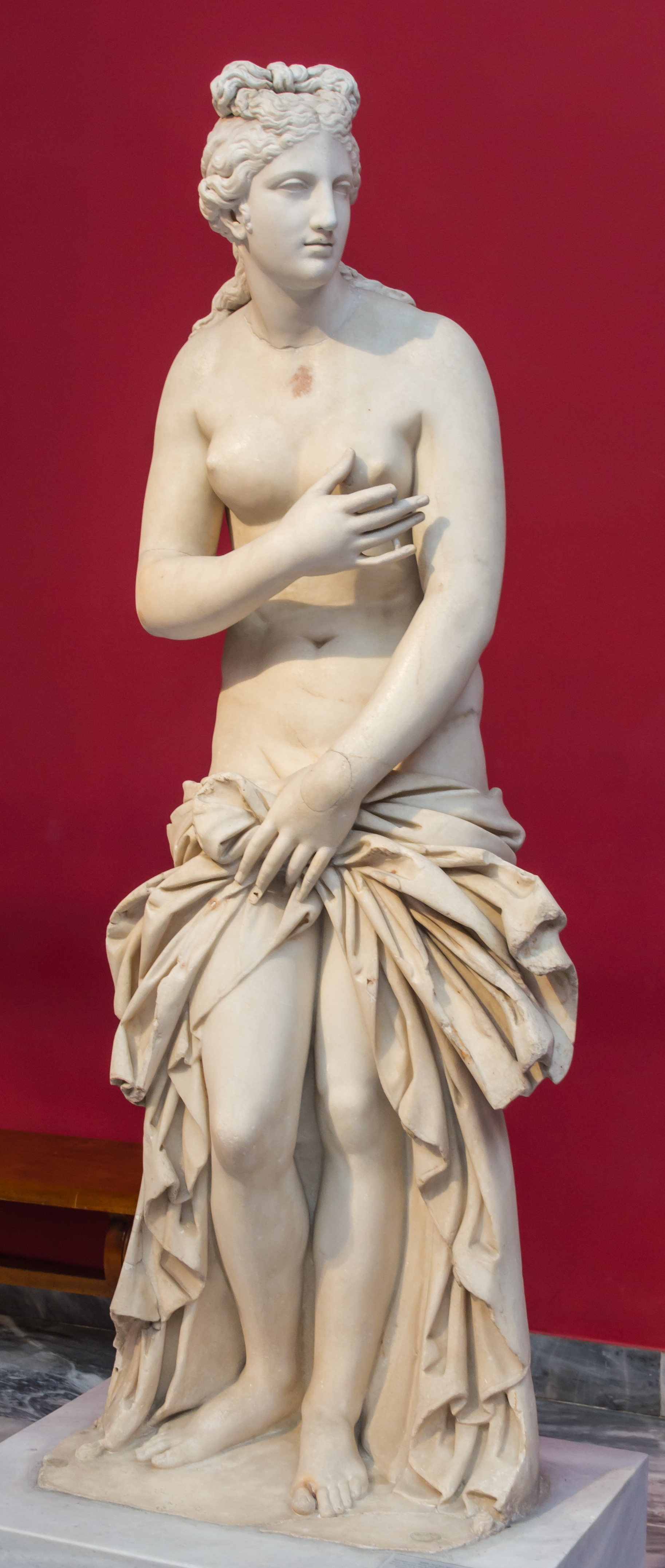
Afrodite de Baias. Donado para o Museu Nacional em 1924. O pescoço, a cabeça e o braço direito foram restaurados por Antonio Canova. Versão romana do século II d.C. do tipo "Afrodite de Siracusa", século IV a.C. (Museu Arqueológico Nacional de Atenas)

A estátua de "Afrodite de Baias", uma variante da Vênus de Médici, supostamente foi escavada em algum momento antes de 1803, quando o antiquário inglês Thomas Hope começou a exibi-la em sua galeria na Duchess Street, em Londres.
Os importantes vestígios arqueológicos foram intensamente escavados a partir de 1941, revelando camadas de edifícios, vilas e complexos termais pertencentes a períodos que vão do final da era republicana, augusta, adriânica e o final do Império.
Um conjunto de moldes de gesso de esculturas helenísticas foi descoberto no porão das Termas de Sosandra, em Baias; eles agora estão expostos no museu arqueológico da cidade. A coleção inclui partes de várias esculturas famosas, incluindo Harmódio e Aristogeito, de Atenas, e a Atena de Velletri. Isso sugere que a região possuía uma oficina de produção em massa de cópias de mármore ou bronze da arte grega para o mercado italiano.
Em abril de 2023, os restos submersos de uma antiga vila romana, incluindo piso de mármore, inúmeras colunas de mármore e um mosaico ornamentado, foram descobertos por arqueólogos subaquáticos do Parque Arqueológico Campi Flegrei. O mosaico incluía tranças cruzadas e hexágonos com lados côncavos.

## Monumentos

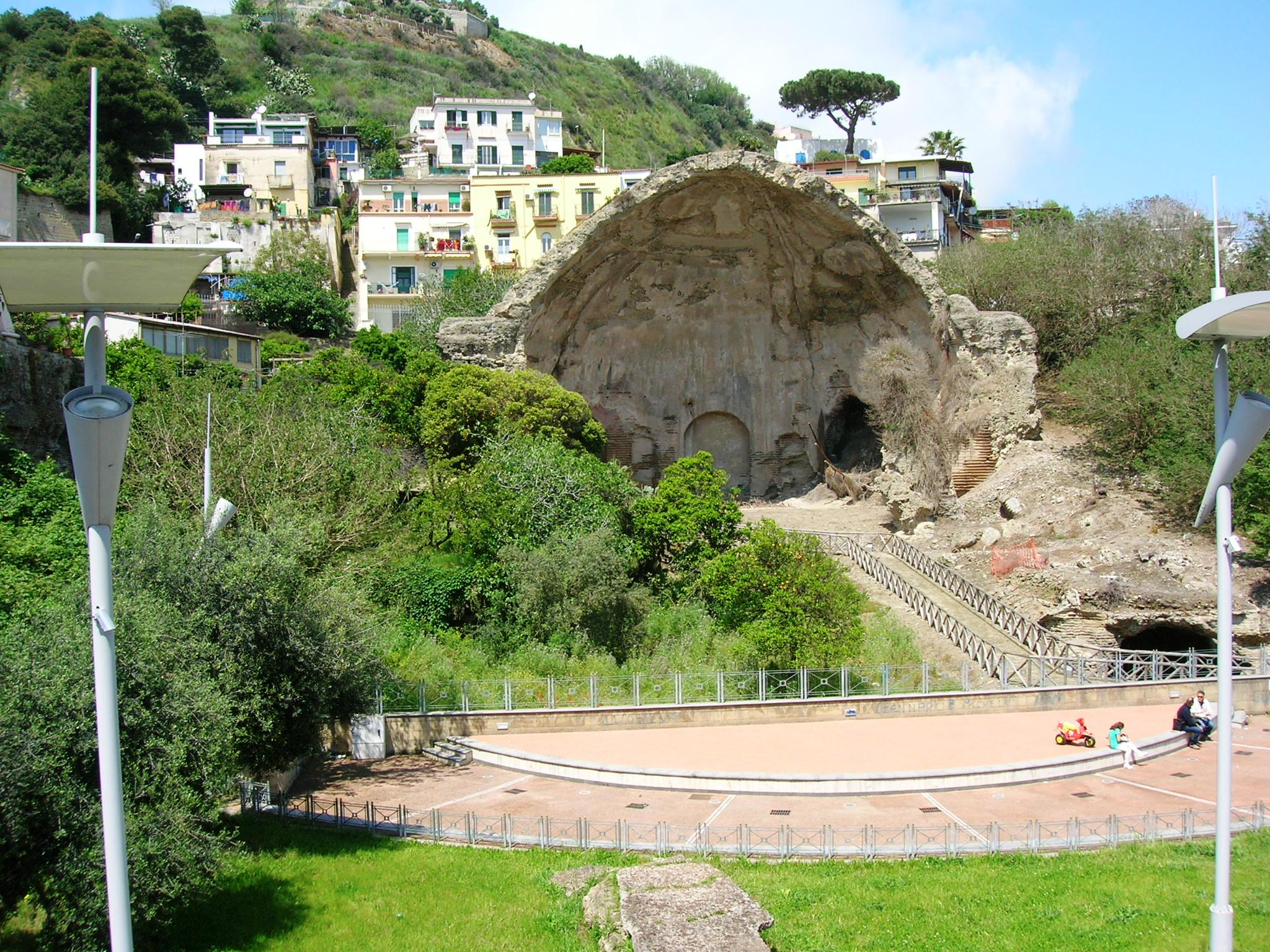
"Templo de Diana"

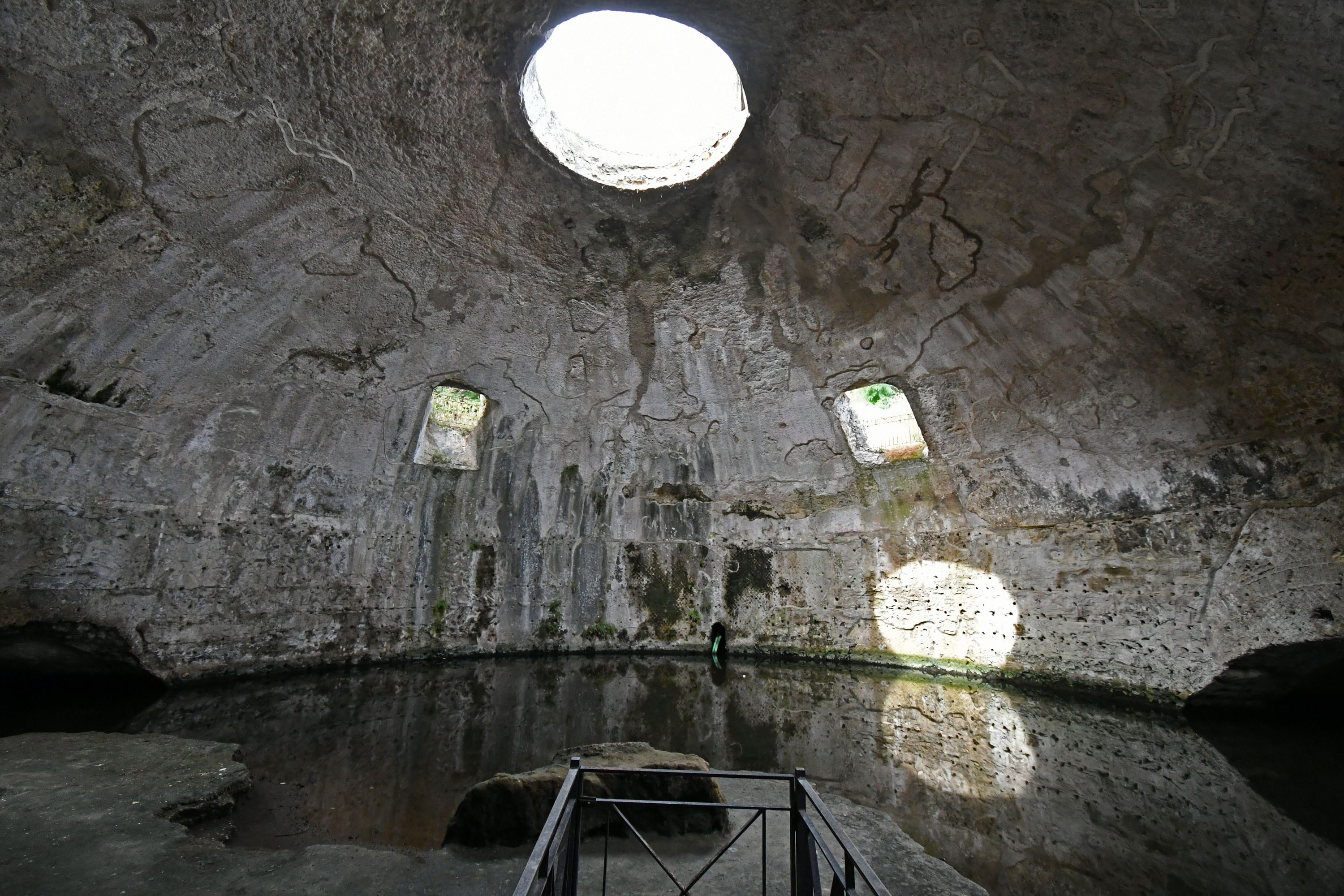
"Templo de Mercúrio" que possui propriedades acústicas consideráveis

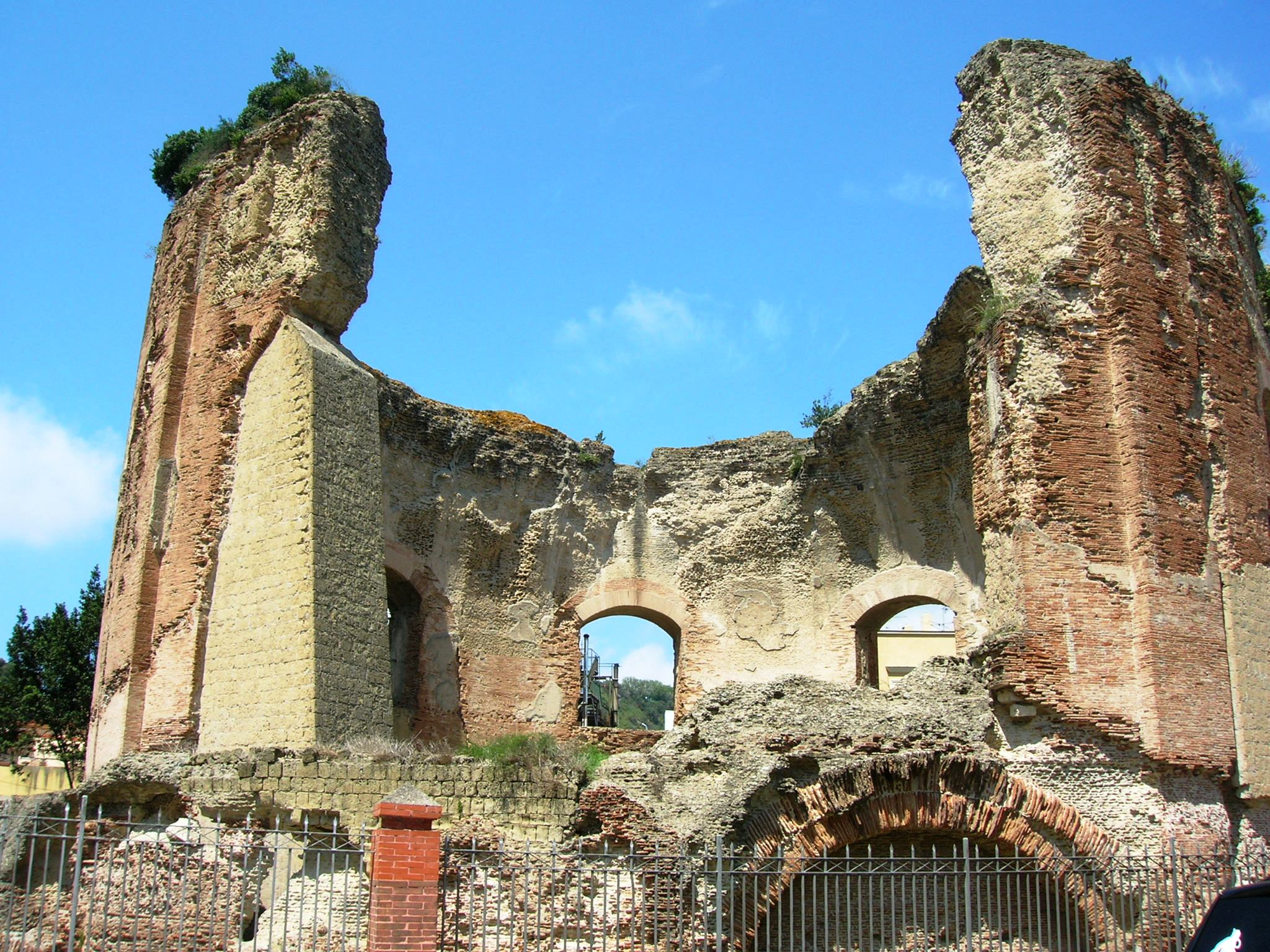
"Templo de Vênus"

Entre os vestígios mais significativos e notáveis estão vários edifícios de banhos abobadados, como o grande Templo de Mercúrio, o Templo de Vênus e o Templo de Diana. Tradicionalmente, eram atribuídos a alguns dos moradores mais famosos das vilas da cidade, embora não fossem templos, mas partes de banhos termais.
Os banhos públicos e privados de Baias eram abastecidos com água mineral morna, direcionada para suas piscinas a partir de fontes termais subterrâneas, como muitos ainda fazem hoje. Engenheiros romanos também conseguiram construir um sistema complexo de câmaras que canalizavam o calor subterrâneo para instalações que funcionavam como saunas. Além da função recreativa, os banhos eram usados na medicina romana para tratar diversas doenças, e os médicos atendiam seus pacientes nas fontes.

### "Templo de Diana"
Esta colossal cúpula ogival, hoje semidestruída, originalmente coletava vapores vindos do solo e era usada para banhos termais. Era decorada com frisos de mármore representando cenas de caça. É reconhecível como o edifício erguido por Alexandre Severo (r. 222–235) em homenagem à sua mãe Júlia Mameia, e talvez seja um heroon dinástico.
Em 1677 Cornelis de Bruijn visitou o templo e escreveu:
"Chega-se então ao templo de Diana, que está completamente em ruínas, exceto por uma estrutura semicircular no topo, que ainda existe. Em frente, há também uma parte do templo de Apolo, ao lado da qual se pode ver a câmara das ninfas que se deleitam com diferentes espetáculos. No topo dela, vi muitas figuras e baixos-relevos, muito estranhos e bonitos, pois a entrada ainda está razoavelmente bem preservada."

### "Templo de Mercúrio"
O chamado "Templo de Mercúrio" contém uma grande cúpula de 21,5 m (71 pé) de diâmetro, a maior do mundo antes da construção do Panteão de Roma em 128 d.C. A cúpula tem um orifício central ou óculo, quatro claraboias quadradas, foi feita com grandes blocos de tufo e é a cúpula mais antiga conhecida feita de concreto. Construído no século I a.C., durante o final da República Romana, era usado para encerrar o frigidário ou piscina fria dos banhos públicos. Pelas descrições do século XVIII, parecia ter seis nichos, dos quais quatro eram semicirculares.

### "Templo de Vênus"

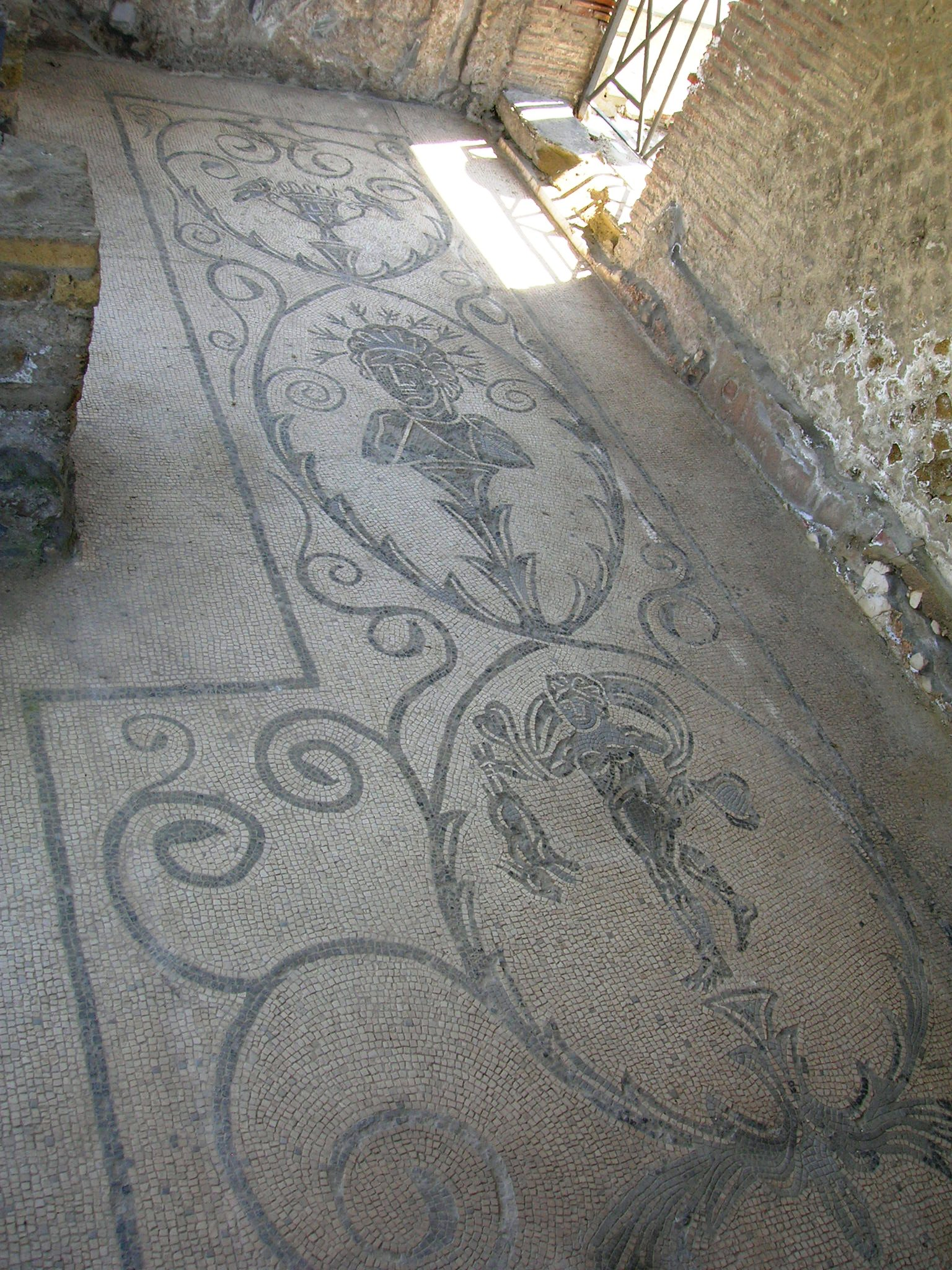
Mosaico nas termas de Vênus

Este edifício abobadado era a sala mais importante de um grande complexo de banhos que, juntamente com outros edifícios do outro lado da estrada costeira, teria ocupado uma grande parte da cidade. Era ricamente decorado e provavelmente foi encomendado por Adriano, como indicado pelas raras características arquitetônicas que compartilhava com outros monumentos de Adriano, especialmente sua Villa em Tivoli. Era externamente octogonal, com oito grandes janelas em arco, e internamente circular (26 m de diâmetro), com uma varanda interna com vista para a piscina. Seu nome se deve a uma estátua da deusa que se acredita ter sido encontrada ali, o que levou a erros de identidade.
D'Ossat observou em 1942 que a cúpula tinha a forma de um guarda-chuva; na verdade, era uma variante ainda mais sofisticada, composta por dezesseis segmentos alternadamente esféricos e veloídicos. Não existiam cúpulas semelhantes antes de Adriano, nem nada que remotamente se assemelhasse a elas. De fato, cúpulas com o mesmo design deste edifício podem ser encontradas na Vila Adriana em Tivoli, por exemplo, o Vestíbulo da Piazza d'Oro (Praça Dourada) e o chamado Serapeu. A mesma combinação de tufo leve e pedra-pomes do Vesúvio é encontrada no Panteão, Roma, reestruturado a pedido de Adriano.
O tambor que sustentava a cúpula era coberto com estuque imitando faixas de blocos de cantaria de mármore, com juntas preenchidas com pasta de vidro azul, de modo que o octógono superior do tambor deve ter parecido, visto de fora, feito de paralelogramos de mármore branco brilhante, divididos por fitas azuis brilhantes.
O perímetro contava com um anexo no átrio, de excepcional inovação arquitetônica, com uma planta baixa de 9 círculos iguais dentro de um quadrado delimitador de 15 m de lado e três salas circulares. A planta baixa foi incorporada a um arranjo geométrico diferente na parte superior desta câmara, que era composta por 8 círculos dispostos em torno de um grande círculo, encimado por uma elegante cúpula em forma de guarda-chuva. Era composto apenas por superfícies curvas, cerca de vinte no total. A planta distinta deste anexo assemelha-se a elementos do pavilhão da "Piazza d'Oro" da Vila Adriana.
Os mosaicos no interior da cúpula estendiam-se até os peitoris das janelas, enquanto o mármore cobria a piscina e as superfícies inferiores da parede.

### Vila do Ambulacro

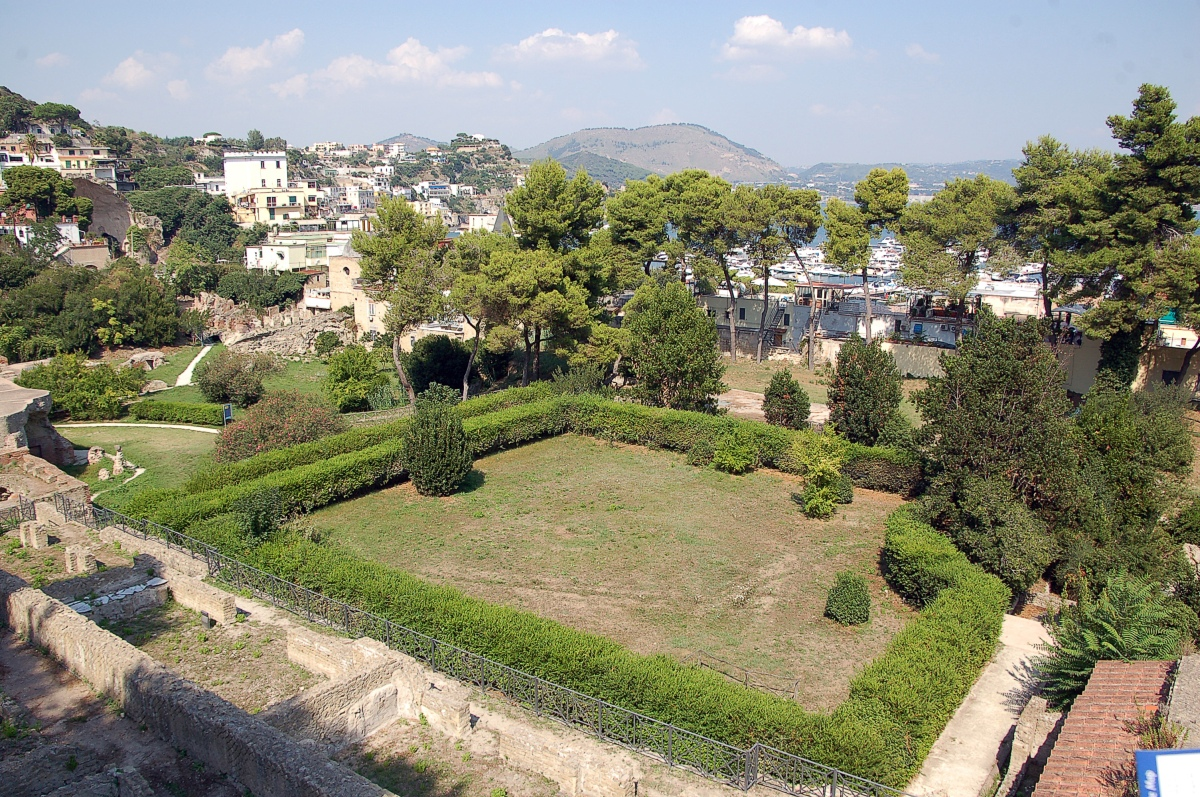
Vila do Ambulacro

Com vista para o mar está a "Villa do Ambulacro", com uma série de seis terraços conectados entre si por um complexo de escadas, das quais a última leva ao "setor de Mercúrio". Seu nome advém da ambulatio, o longo corredor com duas naves longitudinais no segundo terraço, concebido para ser um passeio coberto com grandes aberturas e um panorama magnífico do golfo abaixo. Vestígios de estuque precioso podem ser vistos na estrutura de tijolos dos pilares centrais.
No terraço superior ficavam as áreas residenciais, outrora ricamente decoradas, com vários cômodos dedicados ao lazer. O terceiro terraço agora foi transformado em um jardim arborizado. O quarto terraço era destinado às áreas de serviço. No quinto terraço há vários cômodos provavelmente usados como locais de estadia e descanso, abertos para o mar e para o último terraço abaixo que antes era ocupado por um jardim, como hoje, talvez cercado por uma colunata.

### Setor de Sosandra

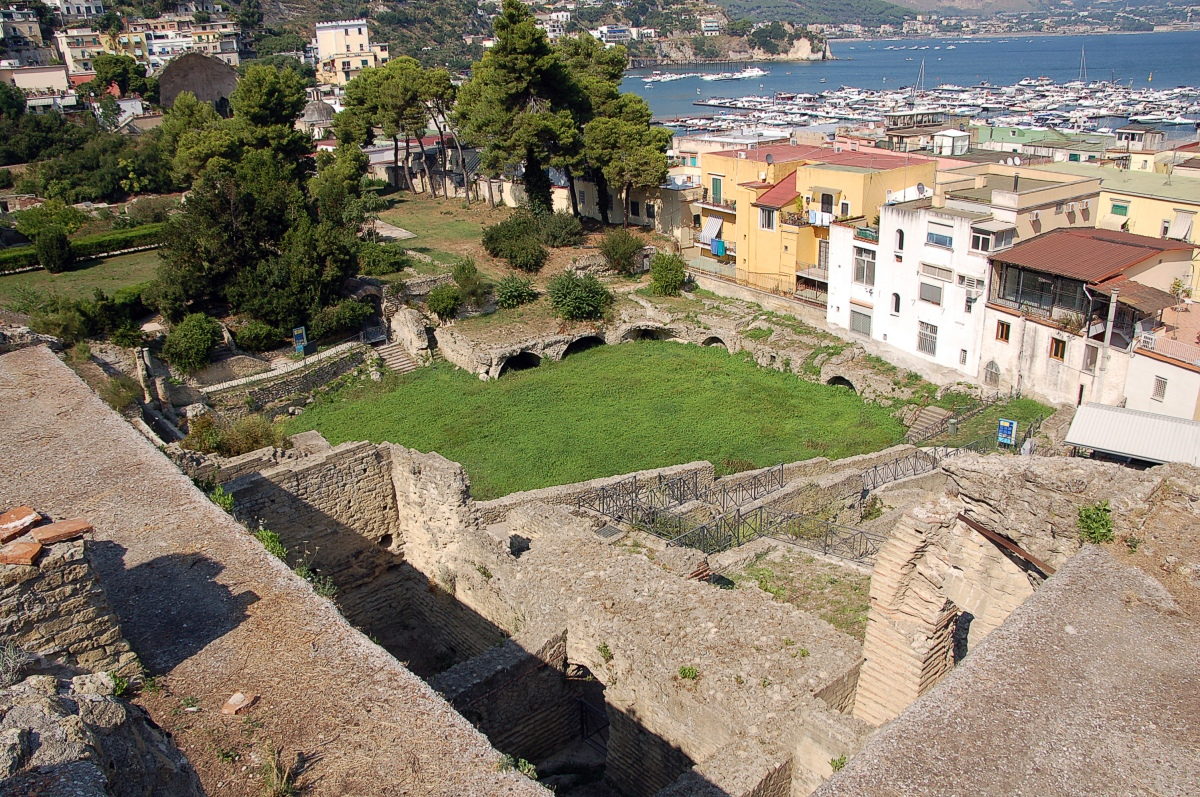
Setor de Sosandra

Delimitado por duas escadas paralelas está o setor ou "Templo de Sosandra", nome da estátua encontrada em 1953 e agora no Museu Nacional de Nápoles.
A complexidade deste setor em quatro terraços, incluindo um spa, uma vila e uma hospitalia (uma espécie de hotel para visitantes do spa próximo), é reconhecível como o ebeterion construído por Nero, de acordo com Dião Cássio, para descanso e recreação dos marinheiros da frota próxima de Miseno.
No terraço mais alto, encontram-se áreas de serviço e um pequeno balneário com ricas decorações em estuque no teto. O nível seguinte possui um amplo terraço delimitado em três lados por um pórtico. No jardim, encontram-se quatro paredes paralelas que talvez delimitassem três triclínios a céu aberto. Acima do peristilo, encontram-se diversas salas de estar, outrora ricamente acabadas, com destaque para os preciosos pisos de mosaico originais representando máscaras teatrais dentro de molduras geométricas. Abaixo deste nível, encontra-se um edifício semicircular encimado por cinco salas abobadadas, outrora ocultas por uma fachada decorada com nichos e colunas, formando uma composição geral impressionante. No eixo do complexo, encontra-se uma sala talvez usada como ninfeu, de onde fluía a água que alimentava um grande tanque circular externo existente. No peristilo do terraço inferior há pinturas de dois períodos sucessivos: aquelas com gosto egípcio (personagens e símbolos do culto de Ísis) de meados do século I d.C.; estas são amplamente cobertas por pinturas do século II, que retratam figuras masculinas e femininas dentro de esquemas arquitetônicos.

### Parque Arqueológico Subaquático

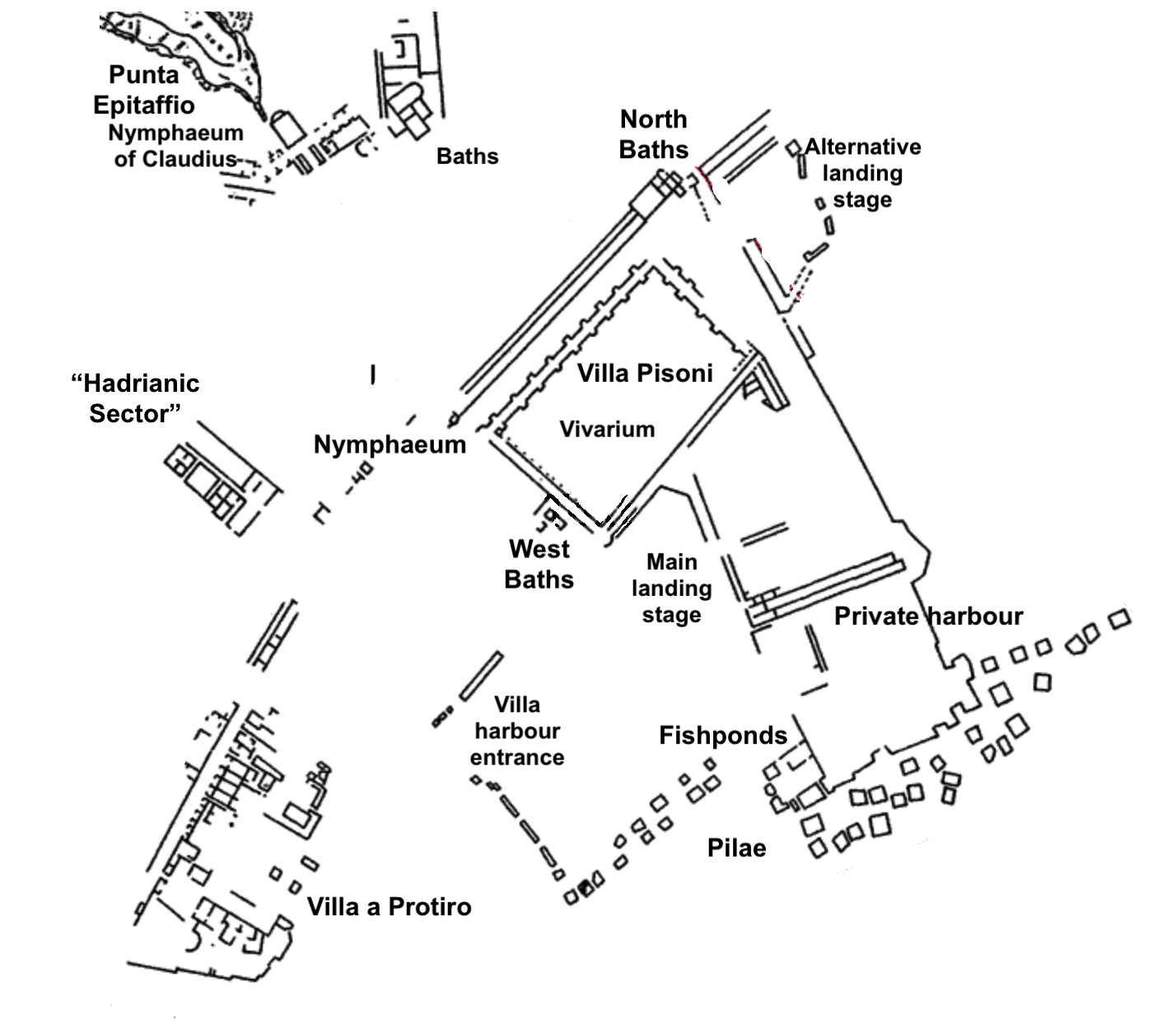
Plano de construções submersas na baía de Baias

Na baía, completamente submersa pelas águas, estão os restos dos portos comerciais de Baias (Lacus Baianus) e Porto Júlio. Mais a oeste, ficava o porto do Cabo Miseno, base da frota imperial romana. Mosaicos, vestígios de afrescos, esculturas, traçados de estradas e colunas também estão bem preservados a cerca de 5 m abaixo do nível do mar.
As áreas protegidas foram criadas em 2002 como um exemplo único no Mediterrâneo de proteção arqueológica e natural subaquática.

#### O ninfeu triclínio de Cláudio

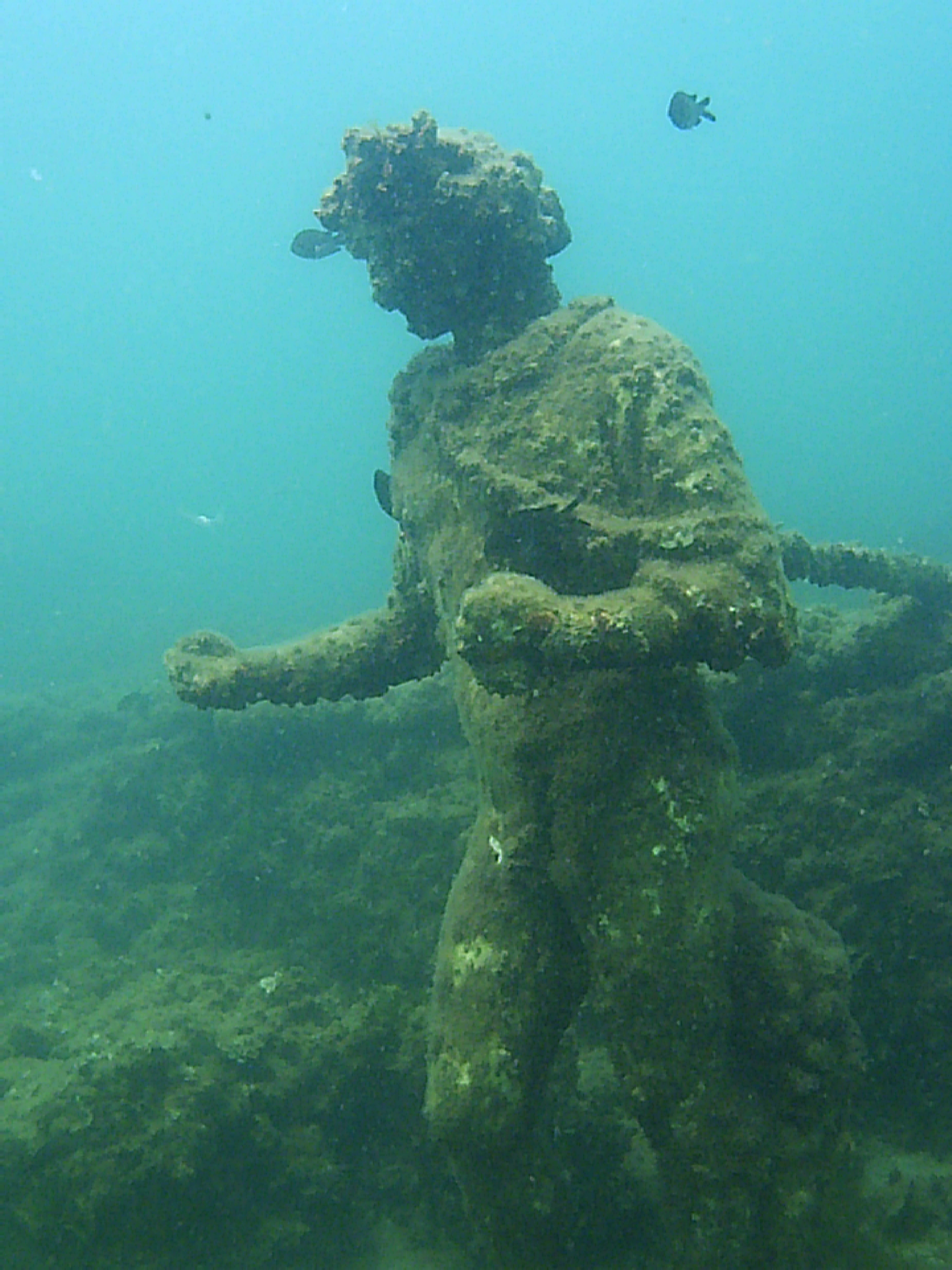
Ninfeu em Punta Epitaffio, estátua de Dioniso

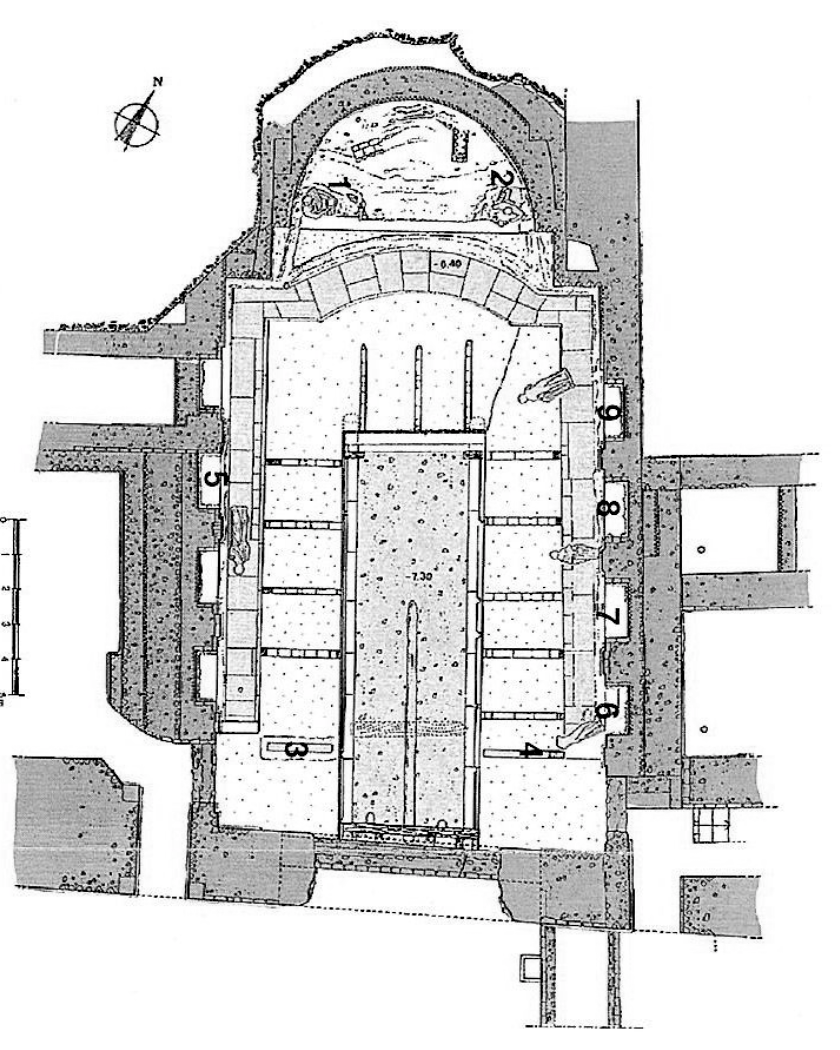
Plano do ninfeu triclínio de Cláudio

Em 1969, um notável e de alta qualidade grupo escultórico em mármore foi descoberto a cerca de 7 m de profundidade no fundo do mar em frente a Punta Epitaffio. Uma escavação sistemática foi realizada mais tarde e encontrou uma grande sala retangular de cerca de 18 x 10 m com uma abside semicircular em uma extremidade, inteiramente coberta de mármore e com uma grande piscina no centro. Este triclínio-ninfeu (salão de banquetes) é identificado como uma sala da vila de Cláudio, um complexo organizado em terraços do topo do promontório que se estende mar adentro até cerca de 400 m da costa. A sala é semelhante ao triclínio-ninfeu da vila de Tibério em Sperlonga, destinada a jantares luxuosos e com decoração e estátuas semelhantes do ciclo de Odisseu.
Em cada uma das paredes laterais, havia quatro nichos que abrigavam uma estátua, enquanto um canal de água percorria o perímetro da sala. Uma cama de mármore em forma de ferradura na extremidade da piscina é um stibadium, um sofá de jantar convivial como o descrito por Plínio para sua villa; este era colocado entre o canal de água que percorria as paredes e a grande bacia central. Água jorrava de algumas estátuas colocadas nos nichos nas laterais longas do triclínio e daquela de Baios (timoneiro de Ulisses) na abside, por meio de pequenos tubos de chumbo inseridos no mármore.
A decoração teve como objetivo recriar a atmosfera de uma caverna marinha pelas rochas naturais brutas que cobriam a abside, os nichos laterais e o arco de entrada e pela água que corria no canal lateral e na piscina central. Ele reproduziu o episódio da Odisseia em que Ulisses, prisioneiro junto com seus companheiros na caverna de Polifemo, tenta embriagar o Ciclope e depois o cega. O principal grupo de estátuas estava alojado na abside que dominava o salão do qual sobrevive a figura de Ulisses, representado no ato de oferecer a Polifemo o cálice de vinho, e um de seus companheiros carregando o odre. Os ciclopes provavelmente ocupavam a posição central.
Das oito estátuas dos nichos laterais, quatro estavam em excelente estado de conservação: duas delas correspondem ao uso pretendido da sala como salão de banquetes, sendo figuras do jovem Dioniso com clara referência ao grupo de Odisseu na abside. Das outras duas, a primeira retrata a mãe de Cláudio, Antônia Menor, como Augusta disfarçada de Vênus Genitrix, com um diadema na cabeça e uma criança alada nos braços, talvez um Eros funerário; a outra é uma menina de feições delicadas, com um penteado que lembra os retratos juvenis de Nero, também adornada com pedras preciosas na cabeça. Ela é possivelmente uma das filhas de Cláudio que morreu na infância. 
No início do século IV, o palácio começou a ser inundado pelo mar devido ao bradissismo e a maioria das decorações das paredes, bem como canos de chumbo, foram removidos.
As esculturas foram transferidas para o ''Museo Archeologico dei Campi Flegrei'' [it], no Castelo de Baia, enquanto cópias foram colocadas em sua posição original no sítio submerso. O museu contém uma reconstrução realista do ninfeu.

#### Vila Pisoni
A sudeste da Punta Epitaffio encontram-se as imponentes ruínas da Villa Pisoni, do final do século I a.C., que inicialmente pertenceu à poderosa família Calpúrnia, da qual descendiam Calpúrnia (esposa de César), senadores, procônsules, cônsules e papas. Pertenceu a Lúcio Calpúrnio Pisão, como evidenciado por selos de canos de chumbo. A villa acabou sendo passada para seu neto, Caio Pisão, o líder da fracassada conspiração anti-Neroniana de 65 d.C. Segundo Tácito, a conspiração previa a eliminação do imperador nesta mesma vila que Nero visitava com frequência. No entanto, a conspiração foi frustrada, Caio teve que cometer suicídio e a vila foi confiscada para se tornar propriedade imperial.
No primeiro núcleo da vila, foram adotadas soluções arquitetônicas excepcionais sobre o antigo promontório em frente à Punta Epitaffio, com uma modificação impressionante da paisagem original, utilizando píeres e cais artificiais construídos diretamente no mar, aproveitando as vantagens surpreendentes das cinzas vulcânicas pozolânicas da Campânia na colocação de pilares e edifícios de concreto em condições submersas ou parcialmente submersas.
Adriano mandou arrasar a vila e reconstruí-la de uma forma ainda mais grandiosa, experimentando novas soluções composicionais. O desenho dos dois corredores absidais ao longo do pátio é um dos primeiros testemunhos significativos de um novo gênero de arquitetura que, em seus resultados cenográficos, antecipou o Barroco. A vila apresenta semelhanças arquitetônicas com a Vila Adriana em Tivoli. A fachada voltada para Punta Epitaffio assemelhava-se às fachadas riquíssimas dos teatros contemporâneos.
Foi construído em torno de um grande jardim peristilo (viridarium) de 95 x 65 m, com todo o complexo residencial ocupando uma área de 120 x 160 m. A espetacular fachada norte provavelmente se abria para um parque que separava a vila do Palácio de Cláudio e dois banhos termais, bem como um vasto distrito marítimo com píeres, docas, tanques de peixes e agradáveis pavilhões de hospedagem.
De particular interesse é a vasta bacia ocidental (80 x 110 m), usada como local de desembarque para grandes barcos e protegida ao sul dos ventos do Siroco por uma série de estacas de fileira dupla.

#### Vila em Protiro
A vila ficava próxima ao canal de entrada do Baianus lacus e se estendia por cerca de 120 m ao longo da rua, ladeada por uma fileira de lojas. É composto por duas partes principais, banhos termais e uma parte residencial com jardim, separadas por uma bacia retangular ligada ao mar e decorada com estátuas, uma das quais (do tipo Afrodite dos Jardins) foi recentemente recuperada.
O nome deriva de uma entrada ou vestíbulo prothyrum, um espaço entre as fachadas internas de uma vila que levava ao átrio e à rua. Neste caso, possuía duas colunas de estuque que ladeavam duas paredes divisórias curtas construídas nas laterais da soleira, com portas para os aposentos do ostiarius (casa do porteiro).
A vila tem uma grande variedade de tipos arquitetônicos e é especialmente notável pela grande variedade de pisos e revestimentos de parede de mármore na maioria dos cômodos. As paredes do átrio eram revestidas de mármore. Ao sul do átrio, abre-se um vasto salão absidal (a abside posterior tem 10,4 m de largura), provavelmente uma adição ao primeiro edifício e semelhante aos salões imperiais tardios da rica domus de Óstia Antiga, também ricamente revestidos de grandes lajes de mármore. As paredes dos cômodos adjacentes eram decoradas com mármore e muitos tinham piso de mosaico.

### Outros locais
Baias era abastecida com água de um ramal do aqueduto Aqua Augusta, cuja seção transversal pode ser vista nas proximidades.
Um piso de mosaico, que pertence a uma vila romana, foi descoberto aqui em 2024.

## Representações culturais

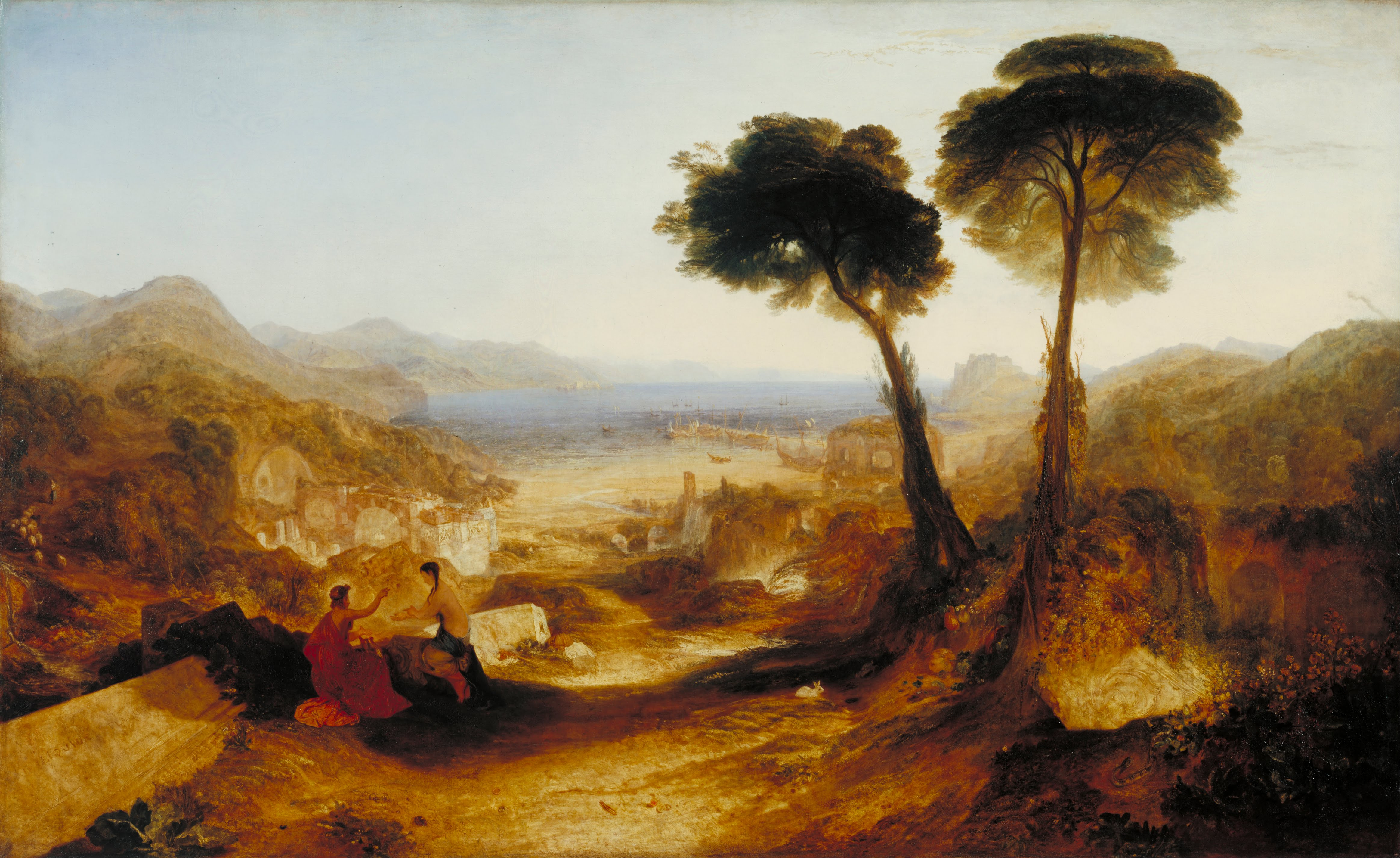
The Bay of Baiae de Joseph Mallord William Turner, 1823

- Sêneca, o Jovem, o filósofo estoico romano, faz referência a esta cidade em uma de suas Epistulae morales ad Lucilium.[61]
- Giovanni Gioviano Pontano (falecido em 1503) escreveu seus Dois Livros de Hendecasílabos sobre os prazeres de Baias.
- As maravilhas perdidas de Baias eram uma característica comum da poesia romântica. Aparecem na "Ode to May", de John Keats, e na terceira estrofe da "Ode to the West Wind", de Shelley. As colunas desaparecidas da cidade antiga inundada pelo mar são o tema central de "Despertas, ó Baias, do túmulo..." (Ты пробуждаешься, о Байя, из гробницы...), de Konstantin Batyushkov, de 1819, "um dos seus últimos e melhores poemas".[62]
- O balneário "principesco" do império aparece no romance de J. Meade Falkner, The Lost Stradivarius, de 1895, e em "O Procurador da Judeia" (Le Procurateur de Judée), de Anatole France, de 1902. Na ficção contemporânea, é o cenário de Sirens of Surrentum, de Caroline Lawrence; de Under the Shadow of Vesuvius, de John Maddox Roberts; de Arms of Nemesis, de Steven Saylor, de 1992, ambientado durante a Rebelião de Spartacus; e de Memoirs of Hadrian, de Marguerite Yourcenar.
- Na série de livros didáticos de latim Ecce Romani, Baias é o local da vila de verão do personagem Caio Cornélio Calvo.
- Baias foi destaque no programa da PBS, Secrets of the Dead no episódio de março de 2017 "Nero's Sunken City".[63]
- Baias foi destaque no programa Rome's Sunken Secrets, do Channel 4, que foi ao ar no Reino Unido em 16 de abril de 2017.[64]
- Um complexo de túneis esquecido de Baias aparece com destaque na série britânica chamada Forbidden History, na qual o apresentador visita uma suposta gruta da Sibila de Cumas.[65]